# Championnat du Nicaragua de football 1988
Navigation
Saison précédente Saison suivante
La Primera División 1988 est la quarante-cinquième édition de la première division nicaraguayenne.
Lors de ce tournoi, le Diriangén FC a tenté de conserver son titre de champion du Nicaragua face aux meilleurs clubs nicaraguayens.
Seulement deux places étaient qualificatives pour la Coupe des champions de la CONCACAF.

## Bilan du tournoi
| Tableau d'Honneur |                 |
| Compétition       | Vainqueur       |
| Primera División  | América Managua |

| Qualifications continentales 1988-1989 |                              |
| Coupe des champions de la CONCACAF     | Qualifiés                    |
| Premier tour de qualification          | América Managua Diriangén FC |

| Promotions et relégations   |               |
| Relégué en Segunda División | Xilotepelt FC |
| Promu de Segunda División   | Inconnu       |